# João Soares Martins

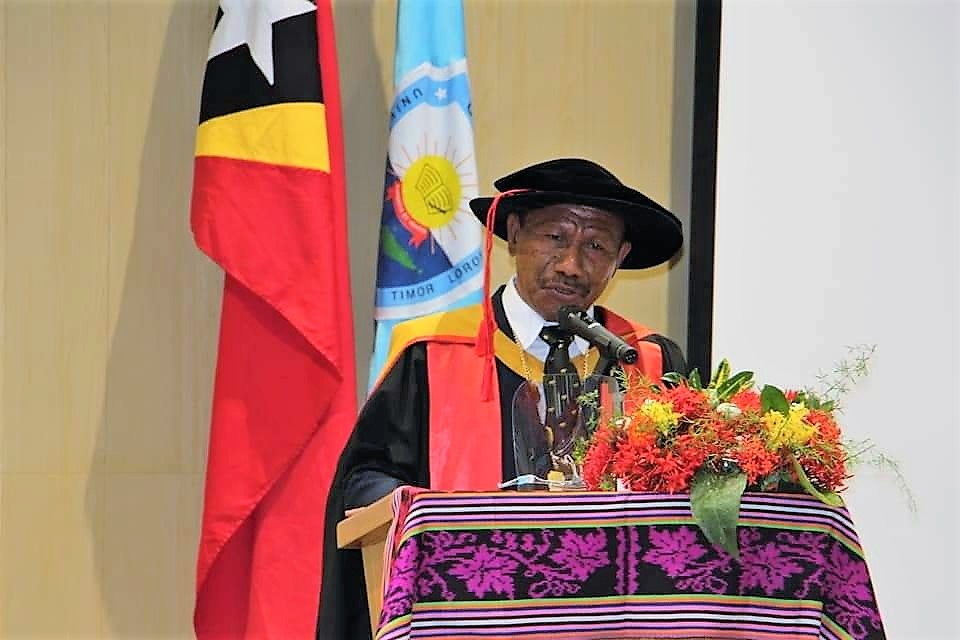
João Soares Martins (2021)

João Soares Martins (* 13. Januar 1968 in Hatolia Vila, Portugiesisch-Timor) ist ein osttimoresischer Professor, Mediziner und Politiker. Er ist promovierter Arzt und Professor an der  Universidade Nasionál Timór Lorosa’e  (UNTL). Er ist Mitglied der Partido Democrático (PD). Seit 2001 ist Martins Mitglied der Osttimoresischen Medizinischen Vereinigung.

## Werdegang
Ab 1981 besuchte Martins die Grundschule in seinem Geburtsort Hatolia Vila und ab 1984 die Sekundarschule in Ermera. Von 1987 bis 1994 absolvierte Martins ein Medizinstudium an der Udayana-Universität auf der indonesischen Insel Bali. Zwischen 1998 und 2001 studierte er öffentliche Gesundheit an der University of Otago in Dunedin (Neuseeland) und erhielt einen Master-Titel. Den Doktortitel erhielt Martins nach seinem Studium an der University of New South Wales zwischen 2006 und 2010 in Sydney (Australien).
In der II. Übergangsregierung Osttimors, während der Übergangsverwaltung der Vereinten Nationen für Osttimor (UNTAET), war Martins stellvertretender Gesundheitsminister vom 20. September 2001 bis 19. Mai 2002. Martins wurde dann Dekan der medizinischen Fakultät der UNTL und 2021 schließlich Rektor der Universität. Sein Amt trat er am 19. Januar an.

## Veröffentlichungen (Auswahl)
- Martins et al.: Malaria Policy and Control in Timor-Leste: Foundation, Consolidation and Implementation Paperback – 14 Mar. 2012, LAP LAMBERT Academic Publishing.
- Martins et al.: Did the first Global Fund grant (2003-2006) contribute to malaria control and health system strengthening in Timor-Leste?, 2012.
- Martins et al.: The implementation of a new Malaria Treatment Protocol in Timor-Leste: challenges and constraints, 2012.
- Martins et al.: National surveyfor noncommunicable disease risk factors and injuries using WHO Steps approach in Timor-Leste  –  2014.